# Lijst van rijksmonumenten in Ravenswaaij
De plaats Ravenswaaij telt 12 inschrijvingen in het rijksmonumentenregister. Hieronder een overzicht.
| Object | Oorspronkelijke functie? | Bouwjaar              | Architect | Locatie           | Coördinaten?                  | Nr.?  | Afbeelding                                                                               |
| --- | ------------------------ | --------------------- | --------- | ----------------- | ----------------------------- | ----- | ---------------------------------------------------------------------------------------- |
| Gepleisterde hoeve | Boerderij                | 1803                  |           | Lekbandijk 27     | 51° 57' 11" NB, 5° 19' 53" OL | 28309 | Gepleisterde hoeve                                                                       |
| Landhuis met verdieping en pannen schilddak, geheel gepleisterd                                                             | Woonhuis                 | midden 19e eeuw       |           | Lekbandijk 29     | 51° 57' 11" NB, 5° 19' 51" OL | 28310 | Landhuis met verdieping en pannen schilddak, geheel gepleisterd                          |
| Gepleisterde boerderij, onder rieten schilddak                                                                              | Boerderij                | 18e eeuw              |           | Lekbandijk 19     | 51° 57' 11" NB, 5° 20' 17" OL | 28311 | Meer afbeeldingen                                                                        |
| Gepleisterd boerderijtje, onder pannen wolfsdak                                                                             | Boerderij                | 18e of begin 19e eeuw |           | Lekbandijk 25     | 51° 57' 11" NB, 5° 19' 59" OL | 28312 | Meer afbeeldingen                                                                        |
| Boerderij onder hoog pannen zadeldak, aan de achterzijde met wolfeind                                                       | Boerderij                | eerste helft 19e eeuw |           | Lekbandijk 31     | 51° 57' 11" NB, 5° 19' 49" OL | 28313 | Meer afbeeldingen                                                                        |
| Hervormde kerk | Kerk en kerkonderdeel    | 1644 (ingebruikname)  |           | Lekbandijk 37     | 51° 57' 11" NB, 5° 19' 46" OL | 28314 | Meer afbeeldingen                                                                        |
| Toren van de hervormde kerk                                                                                                 | Kerk en kerkonderdeel    |                       |           | Lekbandijk bij 37 | 51° 57' 11" NB, 5° 19' 46" OL | 28315 | Meer afbeeldingen                                                                        |
| Dijkboerderij met lage verdieping en pannen schilddak met geschulpte houten daklijst                                        | Boerderij                | midden 19e eeuw       |           | Lekbandijk 47     | 51° 57' 12" NB, 5° 19' 40" OL | 28317 | Meer afbeeldingen                                                                        |
| Gepleisterd dijkboerderijtje onder pannen zadeldak tussen puntgevels. Zomerhuis onder pannen wolfdak links van de boerderij | Boerderij                | 1746 (jaartalankers)  |           | Lekbandijk 79     | 51° 57' 11" NB, 5° 19' 18" OL | 28318 | Meer afbeeldingen                                                                        |
| Gepleisterde dijkboerderij onder pannen zadeldak tussen puntgevels                                                          | Boerderij                | 18e eeuw              |           | Lekbandijk 83     | 51° 57' 11" NB, 5° 19' 17" OL | 28319 | Meer afbeeldingen                                                                        |
| Boerderij met lage verdieping en pannen schilddak met geschulpte houten daklijst                                            | Boerderij                | midden 19e eeuw       |           | Lekbandijk 87     | 51° 57' 10" NB, 5° 19' 14" OL | 28320 | Meer afbeeldingen                                                                        |
| Witgepleisterde boerderij met woonhuis onder rieten schilddak dwars voor de stal gebouwd                                    | Boerderij                | ca. 1800              |           | Donkerstraat 14   | 51° 57' 2" NB, 5° 19' 30" OL  | 28321 | Witgepleisterde boerderij met woonhuis onder rieten schilddak dwars voor de stal gebouwd |